# Teisenberg (Weismain)
Der Kalkberg ist ein 500,6 m ü. NHN hoher Berg in der Fränkischen Alb bei Weismain im oberfränkischen Landkreis Lichtenfels (Bayern).

## Geographische Lage und Beschreibung
Der Teisenberg befindet sich in der Weismain-Alb, einem Nordausläufer der Fränkischen Alb und erhebt sich rund 185 m über Weismain. Er fällt im Westen in die Ausläufer des Kleinziegenfelder Tals ab, über das er sich 168 m erhebt und im Osten auf die Frankenalb-Hochfläche bei Wohnsig ab. Die Dominanz zum nächsthöheren Berg, der Ostflanke des Hohen Steins, beträgt 2,180 km. Am Westhang des Berges befindet sich die als Naturdenkmal geschützte Höhle Querkelesloch. Einer Sage nach soll ein unterirdischer Weg von dort bis zur Burg Niesten geführt haben. Etwas unterhalb der Höhle entspringen zwei kleine, namenlose Quellen. Am unteren Teil des Osthangs wurde ein Trinkwasserbehälter zu Wasserversorgung von Wohnsig errichtet.

## Geologie
Der Teisenberg besteht maßgeblich aus den beiden lithostratigraphischen Gruppen Brauner und Weißer Jura des Süddeutschen Juras. Der Aufbau gestaltet sich bis auf einige Höhenangaben der Schichtgrenzen und einem Bergrutsch an der Westflanke im Aufbau, weitestgehend symmetrisch.

### Brauner Jura
Die unteren Hanglagen des Berges, aufsteigend vom Kleinziegenfelder Tal, bestehen aus den Braunjuragesteinen der oberen Aalenium-Schichten, dem Dogger β. Dem Namen entsprechend herrschen braune Gesteins- und Bodenfarben vor, vorwiegend feinkörniger hellbeigefarbener, gelber oder brauner Sandstein oder Erde-Sandstein-Gemische, zum Teil limonitisch mit Tonlagen. Darüber Schichten sich die Lagen des Bajocium, Bathonium und Callovium, auch als Braunjura γ, δ und ε, bezeichnet, die zusammen eine etwa 10 m dicke Ornatentonschicht, ansteigend von etwa 360 bis 370 m ü. NHN bilden. Der Ornatenton hat eine graue Farbe und enthält zahlreiche Kalksteinscherben aus dem darüberliegenden Gestein. Aufgrund der schlechten Aufschlussverhältnisse lässt sich eine Dreiteilung der Schicht kaum erkennen. Die untere Bajocium, etwa zwei Meter dick, besteht aus kalkigen Sandsteinbänken und von Sandlinsen durchsetztem Ton. Die mittlere, zwei bis drei Meter mächtige Bathoniumschicht wird aus Eisenoolithkalken gebildet, bei denen es sich um verhältnismäßig harte, zähe Kalksteinkugeln mit brauner Rinde und bläulichem Kern handelt. Nach Frostsprengung sind sie meist nur noch als Scherben vorhanden. Die verbleibende Calloviumschicht tritt als hellgrauer, steifplastischer, kalkarmer Ton hervor. Im unverwitterten Zustand, unter der Erde, hat er eine halbfeste bis feste Konsistenz und ist lagenweise fossilreich. In allen drei Schichten findet man besonders große Brauneisen-Ooide, die mit bloßem Auge erkennbar sind.

### Weißer Jura
Über den Braunjuragesteinen, noch im unteren Drittel des Berges, beginnen auf etwa 370 m ü. NHN die Lagen des Weißen Juras. Die unterste Weißjurastufe des Oxfordium bildet am Teisenberg ein einheitliches Stockwerk von gut 25 Metern, besteht dennoch aber aus unterschiedlichen Gesteinen, weshalb auch eine Unterteilung in Weißjura α und β existiert. Die die Untere, ältere Hälfte, oft als Unterer Mergelkalk bekannt, besteht überwiegend aus Mergeln. An der unteren Grenze der Schicht tritt zudem das Eisenschichtsilikat Glaukonit auf. Die obere, jüngere, Formation besteht aus feinstkörnigem, glattbrechendem gebanktem Kalkstein. Sie ist reich an Versteinerungen wie Ammoniten, Belemniten, dünnschaligen Muscheln und Calcit-Kristallen, die in Hohlräumen entstehen. Die für die Schicht gebräuchliche Bezeichnung Werkkalk ist im Obermaingebiet jedoch irreführend, da die dortigen Bankkalksteine nicht frostbeständig und daher als Werkstoff nicht geeignet sind.
Oberhalb Oxfordiumstufe beginnt ab etwa 395 m ü. NHN die zunächst nur leicht steigende 50 m starke Untere-Kimmeridgium-Schicht (syn. Weißjura γ), auch als Oberer Mergelkalk bekannt. Es handelt sich dabei um eine tonhaltige Mergelschicht, in der vereinzelt größere Kalkbänke oder knollige Kalklagen auftreten. Ab etwa 445 m ü. NHN beginnt die Mittlere-Kimmeridgium-Schicht (syn. Weißjura δ), bestehend aus Massenkalk. Sie enthält ebenso wie die darunterliegenden Weißjuraschichten zahlreiche Fossilien wie verkieselte Schwämme, Trochitenschuttkalk und Muscheln. Der Gipfelbereich und der oberste Abschnitt der Ostflanke wurden ebenfalls in der unteren und mittleren Kimmeridgium-Schicht abgelagert, bestehen aber aus Schwammkalk.
An unmittelbar abfallend vom Gipfel wird das obere Drittel der Westflanke, herabreichend bis auf die Oxfordiumstufe auf etwa 395 m ü. NHN, von Blockschutt eines Bergrutsches aus Gesteinen des Weißen Juras bedeckt.

## Flora und Fauna
Der Teisenberg ist vollständig mit Mischwald bewachsen, mit Fichten, Waldkiefern, Eichen, Linden und Rotbuchen als dominierenden Arten.
Die Fauna rund um den Teisenberg unterscheidet sich nicht sehr von der anderer Gegenden mit Mischwald und offenen Flächen in der Fränkischen Alb. So gibt es von Insekten und Wirbeltieren über Kleinsäuger bis hin zu Singvögeln, Greifvögeln und größeren Säugetieren wie Rot- und Schwarzwild zahlreiche Arten.

## Landschaftsschutz
Der Teisenberg befindet sich vollständig im mehrteiligen Fauna-Flora-Habitat-Gebiet Trockenrasen, Wiesen und Wälder um Weismain (FFH-Nr. 5933-371), im Vogelschutzgebiet Felsen- und Hangwälder im nördlichen Frankenjura (Nr. 5933-471) und im Nordteil des 2001 gegründeten, 1021,64 km² großen Landschaftsschutzgebiets Naturpark Fränkische Schweiz-Veldensteiner Forst (LSG-Nr. 322697).